# 아후나 바이라
아후나 바이라는 아베스타어 이름으로 가장 성스러운 아베스타의 가타 찬송가로 조로아스터의 성경이다. 아후나 바이라는 아후나바르로 알려져 있으며 중기 페르시아어로 아훈와르이다.
찬송은 야스나에 나오며 그 머리 단어들인 '야타 아후 바이료'에서 따왔다. 그것은 의미의 손실없이 번역되기 어렵다. 훔박은 아후마 바이랴와 아르템 보후를 발음되는 마법 글자의 매우 신비의 공식으로 언급하였다.
아후나바이티 가타는 아후나 바이랴 찬송의 이름을 얻었다.
한 해석은 찬송을 선택의 원리로 억지한다. 왜냐하면 축원의 3행이 해야될 세가지 선택을 반영하기 때문이다.
아후는 주로 신으로 번역되지만 판결과 지배로도 번역되었다.